# Хименес Латорре, Рауль
Рауль Хименес Латорре (исп. Raúl Jiménez Latorre; род. 16 февраля 2006, Катраль) — испанский футболист, вратарь юношеской команды клуба «Валенсия».

## Клубная карьера
Рауль воспитывался в академиях семи клубов разной степени известности. С 2020 года он выступает за юношеские команды «Валенсии». В 2022 году вратарь подписал с этим клубом свой первый профессиональный контракт сроком на два сезона.

## Международная карьера
С 2022 года Рауль представляет Испанию на юношеском уровне. В мае 2023 года он был основным вратарём юношеской сборной Испании до 17 лет на юношеском чемпионате Европы в Венгрии, где пропустил 6 голов в 5 матчах, а его команда дошла до полуфинала. В октябре Рауль принимал участие на юношеском чемпионате мира в Индонезии. На этом турнире он тоже был «первым номером» своей сборной, дошедшей в итоге до четвертьфинала: в 5 встречах он пропустил 4 мяча. Летом 2024 года Рауль вошёл в заявку юношеской сборной Испании до 19 лет на юношеский чемпионат Европы, проходивший в Северной Ирландии. В этом соревновании Рауль также отыграл все 5 матчей и пропустил в них 4 гола, финальный поединок с Францией он отстоял «насухо», тем самым принеся испанцам победу.

## Достижения
Сборная Испании (до 19 лет)
- Чемпион Европы (до 19 лет): 2024